# Сейсмічність Швейцарії
Територія Швейцарії характеризується помірною, але досить активною сейсмічністю.

## Загальна характеристика
Територія Швейцарії майже на 30 % охоплена Швейцарським платом, яке охоплює регіони, що лежать між масивами Альп на південному сході та горами Юри на заході. Плато частково рівнинне, але переважно горбисте, висота над рівнем моря коливається між 400 і 600 метрами. Завдяки численним свердловинам, які пробурені на плато у пошуках нафти та газу, його геологію порівняно добре вивчено. Геологічно більша частина плато є потужним моласовим утворенням, верхній рівень якого складається з гравію та каміння, утвореного рухом льодовиків під час льодовикового періоду. Інша територія Швейцарії, близько 75 % — це гірська місцевість, відповідно, саме на ці регіони припадає основна частина випадків руху земної кори, а землетруси тут є досить звичним явищем.
Землетруси у Швейцарії виникають через повільне зближення європейської та африканської літосферних плит. За даними Швейцарської служби по землетрусам (Schweizerischer Erdbebendienst), щодня, в середньому реєструється 2 землетруси (як на території Швейцарії, так і в довколишніх регіонах). У рік рахунок йде на 500—800 землетрусів. З усієї цієї маси лише 10-15 землетрусів досягає такої сили, щоб землетрус змогла відчути людина (йдеться про магнітуду понад 2,5 Мw). Відповідно, переважну більшість землетрусів у Швейцарії фіксують лише високочутливі прилади.

## Землетруси у минулі століття
18 жовтня 1356 року, близько 22:00 (за місцевим часом), поблизу міста Базеля (на північному заході сучасної Швейцарії) стався один з найбільших достовірно відомих землетрусів, який отримав назву «Базельський землетрус» або Землетрус в день Святої Луки (фр. Séisme de la Saint-Luc). Магнітуда землетрусу складала від 6,0 до 7,1 Мw (за іншими відомостями — до 8 балів). Він вважається найбільшим землетрусом в Центральній Європі у часи середньовіччя. Епіцентр землетрусу, за даними сучасних наукових досліджень, розташовувався на території сьогоднішньої Німеччини, в полонині верхнього Рейну. Чисельні поштовхи землетрусу відчувалися в Цюрисі і навіть, приглушено, в Парижі (Франція). Місто Базель було зруйноване, виникли чисельні пожежі, число загиблих в місті склало більше 300 осіб.
В 1946 році землетрус силою 6,0 балів Мw стався в Сьєррі на території кантону Валліс.

## Землетруси XXI століття

### 2017
6 березня 2017 року, о 21:12 (за місцевим часом), Швейцарською сейсмологічною службою були зафіксовані перші поштовхи землетрусу в кантоні Швіц. Дещо пізніше їх зафіксували неподалік міста Лінталь в кантоні Гларус, де був епіцентр сильно відчутного (за шкалою інтенсивності МSK-64) землетрусу магнітудою 4,6 балів Мw. Цей землетрус став одним з найсильніших землетрусів за останні роки, його відчули на досить далеких відстанях, зокрема в північній Італії.

### 2021
25 грудня 2021 року, поблизу міста Порантрюї, неподалік від кордону з Францією, стався сильно відчутний (за шкалою інтенсивності МSK-64) землетрус магнітудою 4,1 балів Мw. Згідно з повідомленням швейцарського видання SRF, сильний землетрус стався незадовго до першої години ночі приблизно в 14 кілометрах на південний захід від Порентруя. Поштовхи, ймовірно, відчувалися на значній території Швейцарії. У поодиноких випадках при землетрусі такої сили поблизу епіцентру можливі руйнування, однак про них — не повідомлялося. Епіцентр землетрусу знаходився на глибині близько 5,9&nbspкм.

### 2023
22 березня 2023 року, згідно з повідомленням Національної мережі сейсмічного моніторингу Франції (Renass), на франко-швейцарському кордоні стався сильно відчутний (за шкалою інтенсивності МSK-64) землетрус магнітудою 4,2 балів Мw. Підземні поштовхи були зафіксовані о 15:50, за 30 км від міста Бельфор (Франція), а епіцентр — зафіксований на швейцарській стороні в декількох сотнях метрів від кордону у гірському масиві Юра. Епіцентр землетрусу знаходився на глибині 13 км. Швейцарська сейсмологічна служба, зі свого боку, оцінила магнітуду землетрусу в 4,3 балів, уточнивши, що він дуже відчувався в місті Порантрюї.

## Цікаві факти
9 липня 2024 року, як повідомила сейсмологічна служба Швейцарії (SED), фанати американської співачки Тейлор Свіфт спричинили підвищення сейсмічної активності на концерті в Цюриху, де було зафіксовано сейсмічні коливання. Теж саме відбувалося 7, 8 та 9 червня 2024 року, на концертах Тейлор Свіфт в Единбурзі (Шотландія) та в 2023 році в Сіетлі і Лос-Анджелесі (США), де сейсмічна активність досягла рівня еквівалентного землетрусу магнітудою 2,3 балів (за шкалою Ріхтера).